# Microlycus harcalo
Microlycus harcalo är en stekelart som först beskrevs av Walker 1852.  Microlycus harcalo ingår i släktet Microlycus och familjen finglanssteklar. Inga underarter finns listade i Catalogue of Life.